# Miguel Berchelt
Miguel Ángel Berchelt Cervera (Quintana Roo, 17 de noviembre de 1991) es un boxeador profesional mexicano. 
Ex-campeón mundial del Consejo Mundial de Boxeo del peso superpluma.

## Carrera amateur
Berchelt probó a la edad de 16 años para el club de fútbol que apoyó cuando era niño, Pumas UNAM. Pasó al boxeo después de ser rechazado. Durante su carrera amateur, fue tres veces Campeón Nacional de Boxeo de México en la categoría Elite. Berchelt nunca representó a su país internacionalmente ya que Óscar Valdez era el boxeador mejor clasificado en la división de peso pluma en ese momento. Los dos nunca se enfrentaron como aficionados.

## Carrera profesional

### Inicios
Berchelt se convirtió en profesional a la edad de 18 años, pasando de su ciudad natal, Cancún, a Mérida. Debutó en su decimonoveno cumpleaños, derrotando a Armin Chan por nocaut técnico en el segundo asalto. Berchelt vivió en una habitación individual encima de un gimnasio con otros seis boxeadores durante este tiempo. Fue considerado el boxeador del año en 2011 por el Consejo Mundial de Boxeo. Acumuló un récord de 15-0 con 13 nocauts antes de obtener su primera oportunidad de competir por un cinturón en septiembre de 2012. Berchelt derrotó a Berman Sánchez por el título WBC Youth Intercontinental del peso superpluma por nocaut técnico después de 2 asaltos. Berchelt hizo su debut en los Estados Unidos en marzo de 2013 venciendo a Claudio Ríos por nocaut técnico en la primera ronda en la cartelera de Ríos-Alvarado II en el Mandalay Bay.

### Campeón mundial del CMB
La pelea entre Berchelt y Vargas tuvo lugar en el Fantasy Springs Casino el 29 de enero de 2017. Vargas y Berchelt intercambiaron golpes en las primeras rondas, con los recortes de las anteriores peleas de Vargas con la reapertura de Takashi Miura y Orlando Salido. En las últimas rondas, Vargas comenzó a desvanecerse lentamente y Berchelt comenzó a dominar al campeón defensor. El árbitro detuvo la pelea con 2:19 minutos transcurridos en el undécimo asalto.
La primera defensa de Berchelt llegó el 15 de julio en The Forum en Inglewood, California, contra el excampeón súper pluma del CMB Takashi Miura. Miura perdió su título ante Vargas en la pelea del año 2015 de The Ring. Miura había derrotado a Miguel Román en la cartelera de Vargas vs. Berchelt para convertirse en el retador obligatorio del CMB. Berchelt derribó a Miura en la primera ronda y procedió a superar al excampeón en camino a una cómoda victoria por decisión unánime (120-109, 119-108, 116-111). Esta pelea marcó solo la tercera vez que una pelea de Berchelt fue a las tarjetas de puntuación. Miura anunció su retiro 2 semanas después de esta pelea.
En octubre de 2017, se anunció que Berchelt cerraría el año al defender su título contra Orlando Salido. El 14 de octubre, Sean Gibbons, gerente de Salido, le dijo a LA Times que la pelea había sido finalizada para el 9 de diciembre, lo que significa que caería el mismo día que Vasyl Lomachenko contra Guillermo Rigondeaux. El 23 de octubre, las fuentes indicaron que Berchelt todavía tenía problemas con su mano derecha y que no podría pelear. Berchelt fue informado por el WBC de que se le permitiría una defensa voluntaria antes de pelear contra el ganador de Salido vs. Roman.
El 20 de febrero pierde el título ante Óscar Valdez

## Récord profesional
| 37 Ganadas (33 knockouts, 3 decisiones, 1 descalificación), 3 Derrotas, 0 Empates |        |                        |      |               |                          |                                                        |                                                                       |
| Res.                                                                              | Record | Oponente               | Tipo | Rd., Tiempo   | Fecha                    | Lugar                                                  | Notas                                                                 |
| D                                                                                 | 37–3   | Jeremiah Nakathila     | RTD  | 6 (10), 3:00  | 26 de marzo de 2022      | Resorts World Las Vegas, Winchester, Nevada            |                                                                       |
| D                                                                                 | 37–2   | Óscar Valdez           | KO   | 10 (12), 2:59 | 20 de febrero de 2021    | The Bubble, MGM Grand, Las Vegas                       | Pierde el título mundial de la WBC del peso superpluma.               |
| G                                                                                 | 37–1   | Jason Sosa             | KO   | 4 (12)        | 2 de noviembre de 2019   | Dignity Health Sports Park, Carson, California         | Retiene el título mundial de la WBC del peso superpluma.              |
| G                                                                                 | 36–1   | Francisco Vargas       | RTD  | 6 (12), 3:00  | 11 de mayo de 2019       | Convention Center, Tucson, Arizona                     | Retiene el título mundial de la WBC del peso superpluma.              |
| G                                                                                 | 35–1   | Mickey Román           | TKO  | 9 (12), 2:58  | 3 de noviembre de 2018   | Don Haskins Convention Center, El Paso                 | Retiene el título mundial de la WBC del peso superpluma.              |
| G                                                                                 | 34–1   | Jonathan Víctor Barros | TKO  | 3 (12), 1:53  | 23 de junio de 2018      | Poliforum Zamná, Mérida, México                        | Retiene el título mundial de la WBC del peso superpluma.              |
| G                                                                                 | 33–1   | Maxwell Awuku          | TKO  | 3 (12), 2:46  | 10 de febrero de 2018    | Plaza de Toros, Cancún, México                         | Retiene el título mundial de la WBC del peso superpluma.              |
| G                                                                                 | 32–1   | Takashi Miura          | UD   | 12            | 15 de julio de 2017      | The Forum, Inglewood, California, U.S.                 | Retiene el título mundial de la WBC del peso superpluma.              |
| G                                                                                 | 31–1   | Francisco Vargas       | KO   | 11 (12), 2:19 | 28 de enero de 2017      | Fantasy Springs Casino, Indio, California, U.S.        | Gana el título mundial de la WBC del peso superpluma                  |
| G                                                                                 | 30–1   | Chonlatarn Piriyapinyo | KO   | 4 (12), 2:59  | 16 de julio de 2016      | Polideportivo Soraya Jiménez, Los Reyes La Paz, México | Retiene el título interino de la WBO del peso superpluma              |
| G                                                                                 | 29–1   | George Jupp            | KO   | 6 (12), 1:55  | 12 de marzo de 2016      | Poliforum Zamna, Mérida, México                        | Gana el título interino de la WBO del peso superpluma                 |
| G                                                                                 | 28–1   | Rolando Giono          | KO   | 3 (10), 1:50  | 19 de diciembre de 2015  | Coliseo Yucatán, Mérida, México                        |                                                                       |
| G                                                                                 | 27–1   | Josué Bendana          | TKO  | 5 (10), 1:34  | 26 de septiembre de 2015 | Centro Convenciones, Puerto Peñasco, México            |                                                                       |
| G                                                                                 | 26–1   | Sergio Puente          | RTD  | 5 (10), 3:00  | 20 de junio de 2015      | Palenque, Comitán, México                              |                                                                       |
| G                                                                                 | 25–1   | René González          | RTD  | 5 (12), 3:00  | 28 de marzo de 2015      | Poliforum Zamna, Mérida, México                        | Gana el título vacante NABO del peso superpluma                       |
| G                                                                                 | 24–1   | Antonio Escalante      | TKO  | 3 (10) 2:36   | 11 de octubre de 2014    | Coliseo Yucatán, Mérida, México                        |                                                                       |
| G                                                                                 | 23–1   | Carlos Manuel Reyes    | KO   | 4 (10), 2:54  | 5 de julio de 2014       | La Inalámbrica, Mérida, México                         |                                                                       |
| G                                                                                 | 22–1   | Armando Mariscal       | KO   | 3 (10), 2:28  | 31 de mayo de 2014       | La Inalámbrica, Mérida, México                         |                                                                       |
| D                                                                                 | 21–1   | Luis Eduardo Flórez    | TKO  | 1 (10), 1:39  | 15 de marzo de 2014      | Palenque, México                                       |                                                                       |
| G                                                                                 | 21–0   | Omar Estrella          | KO   | 5 (10) 2:51   | 2 de noviembre de 2013   | Centro de Usos Múltiples, Hermosillo, México           |                                                                       |
| G                                                                                 | 20–0   | Cristóbal Cruz         | TKO  | 5 (10), 2:25  | 31 de agosto de 2013     | La Inalámbrica, Mérida, México                         |                                                                       |
| G                                                                                 | 19–0   | Weng Haya              | TKO  | 2 (10), 2:57  | 22 de junio de 2013      | La Inalámbrica, Mérida, México                         |                                                                       |
| G                                                                                 | 18–0   | Carlos Claudio         | TKO  | 1 (8), 1:58   | 30 de marzo de 2013      | Mandalay Bay Events Center, Paradise, Nevada, U.S.     |                                                                       |
| G                                                                                 | 17–0   | Oliver Flores          | KO   | 2 (10), 2:49  | 9 de noviembre de 2012   | La Inalámbrica, Mérida, México                         | Retiene el título WBC Youth Intercontinental del peso superpluma      |
| G                                                                                 | 16–0   | Berman Sánchez         | TKO  | 2 (10), 0:57  | 7 de septiembre de 2012  | La Inalámbrica, Mérida, México                         | Gana el título vacante WBC Youth Intercontinental del peso superpluma |
| G                                                                                 | 15–0   | Sergio López           | TKO  | 1 (10), 1:39  | 6 de julio de 2012       | Unidad Deportiva Víctor Cervera, Mérida, México        |                                                                       |
| G                                                                                 | 14–0   | Carlos Ocampo          | UD   | 10            | 19 de mayo de 2012       | Arena TKT, Puerto Vallarta, México                     |                                                                       |
| G                                                                                 | 13–0   | Albert Chuc            | TKO  | 1 (8), 1:16   | 31 de marzo de 2012      | Poliforum Zamna, Mérida, México                        |                                                                       |
| G                                                                                 | 12–0   | Fernando Cruz          | KO   | 3 (8), 2:50   | 17 de diciembre de 2011  | Arena Jorge Cuesy Serrano, Tuxtla Gutiérrez, México    |                                                                       |
| G                                                                                 | 11–0   | Cristian Palafox       | UD   | 6             | 26 de noviembre de 2011  | Feria de Xmatkuil, Mérida, México                      |                                                                       |
| G                                                                                 | 10–0   | Pablo Batres           | TKO  | 5 (6)         | 29 de octubre de 2011    | Centro de Usos Múltiples, Hermosillo, México           |                                                                       |
| G                                                                                 | 9–0    | Miguel Ángel Chi       | DQ   | 5 (6), 2:17   | 10 de septiembre de 2011 | Centro de Convenciones Siglo XXI, Mérida, México       |                                                                       |
| G                                                                                 | 8–0    | Israel Barrón          | TKO  | 2 (6)         | 20 de agosto de 2011     | Valle de Guadalupe, México                             |                                                                       |
| G                                                                                 | 7–0    | Ricardo Hernández      | TKO  | 2 (6), 2:07   | 26 de julio de 2011      | Plaza de Toros, Cancún, México                         |                                                                       |
| G                                                                                 | 6–0    | Freddy Hernández       | TKO  | 2 (6), 1:39   | 11 de junio de 2011      | La Inalámbrica, Mérida, México                         |                                                                       |
| G                                                                                 | 5–0    | Alfredo de los Santos  | TKO  | 3 (6), 1:16   | 2 de abril de 2011       | Auditorio del Estado, Mexicali, México                 |                                                                       |
| G                                                                                 | 4–0    | Aaron López            | TKO  | 1 (4), 2:30   | 2 de febrero de 2011     | Plaza de Toros, Mérida, México                         |                                                                       |
| G                                                                                 | 3–0    | Jonathan Quime         | TKO  | 3 (4)         | 18 de diciembre de 2010  | Estadio 20 de Noviembre, Campeche, México              |                                                                       |
| G                                                                                 | 2–0    | Eduardo Arévalo        | TKO  | 1 (4), 0:52   | 27 de noviembre de 2010  | Feria de Xmatkuil, Mérida, México                      |                                                                       |
| G                                                                                 | 1–0    | Armin Chan             | TKO  | 1 (4), 1:26   | 17 de noviembre de 2010  | Feria de Xmatkuil, Mérida, México                      |                                                                       |